# Liste der Gedenktafeln im Bezirk Charlottenburg-Wilmersdorf
Diese Seite gibt einen Überblick über Gedenktafeln in dem Berliner Bezirk Charlottenburg-Wilmersdorf.
- Liste der Gedenktafeln in Berlin-Charlottenburg
- Liste der Gedenktafeln in Berlin-Charlottenburg-Nord
- Liste der Gedenktafeln in Berlin-Grunewald
- Liste der Gedenktafeln in Berlin-Halensee
- Liste der Gedenktafeln in Berlin-Schmargendorf
- Liste der Gedenktafeln in Berlin-Westend
- Liste der Gedenktafeln in Berlin-Wilmersdorf